# CDC 7600
CDC 7600是西摩·克雷设计的CDC 6600的继任者，使控制资料公司在超级计算机的主导地位延续到了七十年代。CDC 7600的速度为36.4兆赫兹（27.5纳秒每时钟周期），有一个65千字的核心主存和可变大小的（最多512千字）的二级缓存（取决于位置）。CDC 7600总体比CDC 6600快了十倍，每秒浮点运算次数约10兆，最高可达36兆。此外，在70年代早期的基准测试中显示CDC 7600优于它的IBM对手——IBM System/360，型号195。当1969年推出时，要价大约5百万美元，也添加了更多的选项和特性。